# Fredensgade (København)
 Denne artikel omhandler Fredensgade i Københavns Kommune. For andre betydninger af Fredensgade, se Fredensgade.
Fredensgade er en gade på grænsen mellem Nørrebro og Østerbro i København. Gaden er 235 meter lang og løber mellem Fredensbro (henover Sortedams Sø) og Blegdamsvej, hvor den fortsætter i Tagensvej. Gaden er en af 45 gader i Danmark med det navn.

## Gadens historie
Gaden fik sit nuværende navn i 1877, omkring fem år før hed den Fredensvej og var oprindeligt blind. Den stille idyl dengang var årsagen til ”freden”.
Fra 1870’erne og frem voksede der høje tætte husrækker op omkring gaden. I 1974 blev der revet en husrække ned på Østerbro-siden, bygningerne var af korridorlejlighed- typen, for at give mere plads til den voksende trafikmængde. Derfor er Fredensgade også lidt ujævn med både typiske etageejendomme og lidt lavere huse på den sydvestlige side og en græsplæne, Fredens Park, på den anden side.
Der er sket meget med gaden. Fra at have været en blind vej ved Søerne er den nu en af de vigtigste indfaldsveje med mere end 41.300 biler og 13.690 cykler dagligt (2009). 
Fredensgade var i høj grad en handelsgade i 1950’erne, hvor man både kunne få bøger, cykler, fugle og piller. I nr. 1 fandt man Bamba Smørudsalg og marskandiseren Willy Overgard. I nr. 5 lå Skt. Johannes Apotek lige ved siden af broderihandler Spehr, der også forhandlede Armida tørklæder. Regulær Manufakturhandel var at finde i nr. 7. Frøken M. Pallesen bestyrede Fredensgade Flæskehalle i nr. 11. P. Petersen havde Hytten med frugt og grønt i nr. 11. Smørrebrødsforretningen Gourmand lå i nr. 15 og Schous Udsalg lå i nr. 8. H. Blykner drev en fuglehandel i nr. 14 og Niels Larsens’ Bogtrykkeri lå i kælderen i nr. 25. Lædervarefabrikken Norma boede i nr. 20.[kilde mangler]
Nr. 16 havde plads til både det hurtige og det langsomme, for Torpedo Cykelhandel lå dør om dør med fru G. Drewsens Antikvariat. Gaden var i 1950’erne altså langt mere livlig og spraglet end den fremstår i dag. Skuespillerinden Jytte Breuning boede tidligere i nr. 3B[kilde mangler]

### Nævneværdige bygninger
De ellers lidt anonyme og almindelige københavnske etageboliger på Fredensgade 21-25 fik i 2005 en støjskærm af Socialministeriet. Dermed kan beboerne nu lufte ud uden at måtte afbryde samtaler eller musik på grund af trafikstøj og som bonus der er også et luftfilter, der forhindrer både skadelige udstødningspartikler og pollen i at komme ind. 